# Antonio J. Bastinos
Antonio Juan Bastinos (1838-1928) fue un pedagogo, editor y escritor español. Fue conocido, principalmente, por formar parte de Librería Bastinos.

## Obras
- Mosaico literario epistolar para ejercitarse los niños en la lectura de manuscritos, 1881.[4]
- La provincia de Valencia descripción físico-política : ciudades, montes, ríos, monumentos, frutos, hombres ilustres, 1916[4]
- Mosaico literario epistolar para ejercitarse los niños en la lectura de manuscritos;compilado por Bastinos y Puig. Colección de autógrafos de algunos hombres célebres contemporáneos y de distinguidos literatos, profesores, comerciantes, industriales, etc., 1885[4]